# Plate-forme FGA Compact
Le châssis FGA type Compact est une plate-forme élaborée par le constructeur automobile italien Fiat Group Automobiles S.p.A. au milieu des années 2000. Cette structure est modulaire et est destinée aux véhicules automobiles de la catégorie compactes et moyennes hautes de l'ensemble du groupe, les futurs modèles européens et américains.
La première application intervient en 2010 avec l'Alfa Romeo Giulietta et se révèlera immédiatement comme l'une des meilleures de sa catégorie si ce n'est la meilleure. Fiat a investi plus de 100 millions d'euros dans cette nouvelle plate-forme.

## Histoire
La Plate-forme Compact a été développée au milieu des années 2000 pour les véhicules de classe moyenne-haute (compacte) produites par les marques du groupe Fiat non pas en raison d'une obsolescence de la précédente type "C" mais pour standardiser les composants et réduire le nombre de châssis en production. Cette nouvelle plate-forme succéda à la Tipo C mais également à celle utilisée par les modèles Alfa Romeo 156/147 & GT mais remplaça aussi l'ancienne et obsolète plate-forme Chrysler GS/JS. Cette nouvelle Plate-forme Compact permet de monter le moteur à l'avant en position transversale, typique des voitures Fiat depuis 1968, avec la traction avant.
Certains journalistes "bien informés" (français) ont écrit que cette toute nouvelle plate-forme était une simple mise à jour de la précédente "C" et rebaptisée "C-Evo", ce qui est totalement faux.

## Caractéristiques techniques

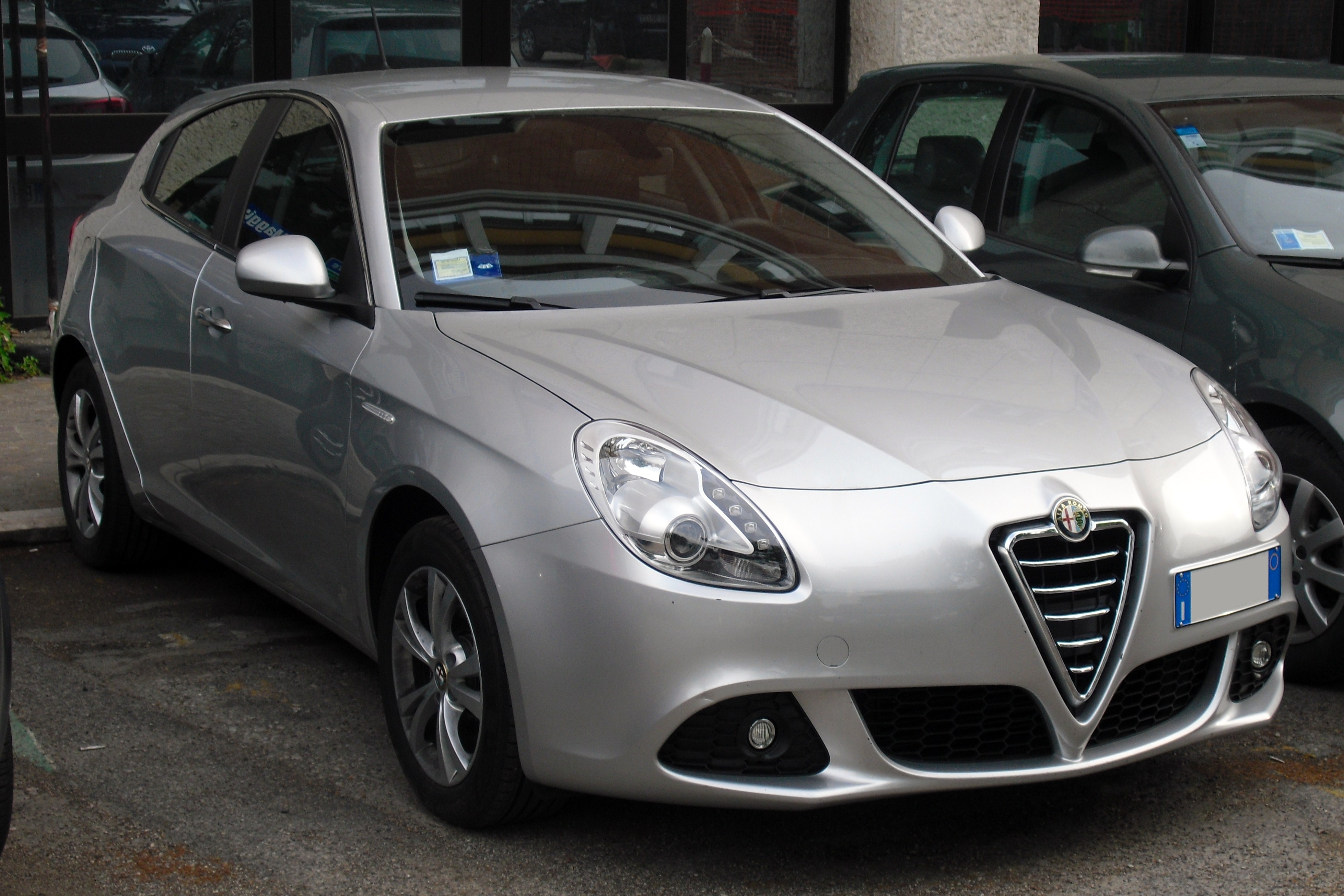
L'Alfa Romeo Giulietta est construite sur la plate-forme Fiat Compact

La plate-forme "Compact" est la troisième plate-forme de nouvelle génération élaborée par le groupe Fiat après les "Mini" et "Small" sur les 5 dont dispose Fiat pour les années 2010 avec l'"Economy" et la "LCV". La grande modularité de ces châssis permet de réduire de 11 à 5 leur nombre pour toute la gamme de véhicules du groupe au niveau mondial. Cette plate-forme devra équiper plus de 1,2 million de véhicules par an.

La plate-forme "Compact" a été conçue pour être déclinée sous plusieurs variantes grâce à la recherche d'une modularité exemplaire inconnue jusqu'alors. C'est une révolution dans la conception automobile. Si dans les années 1970 les constructeurs se voyaient contraints, par souci d'économie et de rentabilité, de réaliser plusieurs voitures à partir du même châssis, comme Fiat l'a fait avec la Ritmo qui partagea son châssis avec 7 autres voitures du groupe, avec les contraintes que cela imposait, grâce à la plate-forme "Compact", ces contraintes disparaissent et la souplesse d'adaptation devient le principal intérêt. La plate-forme "Compact" a été adaptée pour équiper dès sa création plus de 11 modèles des marques du groupe Fiat comme : Fiat, Alfa Romeo, Lancia, Jeep, Chrysler ou Dodge dans les segments allant des moyennes compact aux classes moyenne haute. 
Fiat avait depuis longtemps envisagé ce type de plate-forme, déjà au début des années 1980 avec la "Tipo 4", il avait créé les Fiat Croma, Lancia Thema, Saab 9000 et Alfa Romeo 164, quatre modèles différents dans leurs fonctions mais de dimensions semblables. Fiat avait renouvelé son expérience quelques années plus tard avec la plate-forme "Tipo 2" destinée à la Fiat Tipo qui aboutira à son utilisation pour les modèles Fiat Tempra, Alfa Romeo 155, Lancia Delta seconde série et les Alfa Romeo 145 & 146, Spider & GTV.

### Caractéristiques spécifiques
La plate-forme se compose de :
- 84 % - Aciers alliés HSS & maraging UHSS : aciers à ultra haute résistance,
- 7 % Aciers coulés à chaud,
- 3,7 % Aluminium,
- 2,3 % Xenoy : polymère à très forte capacité d'absorption d'énergie composé de Polytéréphtalate d'éthylène et Polytéréphtalate de butylène,
- 3 % Aciers doux à faible teneur en carbone.

(NDR : Les données se réfèrent à la plate-forme de l'Alfa Romeo Giulietta)
À ces matériaux il faut ajouter d'autres composants réalisés en aluminium, magnésium, résines et polymères remplaçant ceux précédemment réalisés en acier.
La situation est totalement différente par rapport à la plate-forme Fiat type "C" qui était composée de 35 % d'acier doux ; les 65 % restants étaient constitués d'aciers spéciaux HSS et UHSS.

### Les variantes
La version de base de cette plate-forme "Compact" a été utilisée en premier sur l'Alfa Romeo Giulietta en 2010, mais dès l'origine le projet prévoyait 4 variantes pour s'adapter aux 11 modèles qui seraient construits sur cette base. En 2012, le groupe FCA présente la variante CUSW (Compact US Wide) pour les nouvelles Fiat Viaggio en Chine et Dodge Dart aux États-Unis.

#### Compact
Conçue à l'origine pour les automobiles européennes du groupe Fiat, elle sera employée aussi pour les modèles du groupe Chrysler.
Voitures utilisant cette plate-forme :
- Alfa Romeo Giulietta

#### CUSW

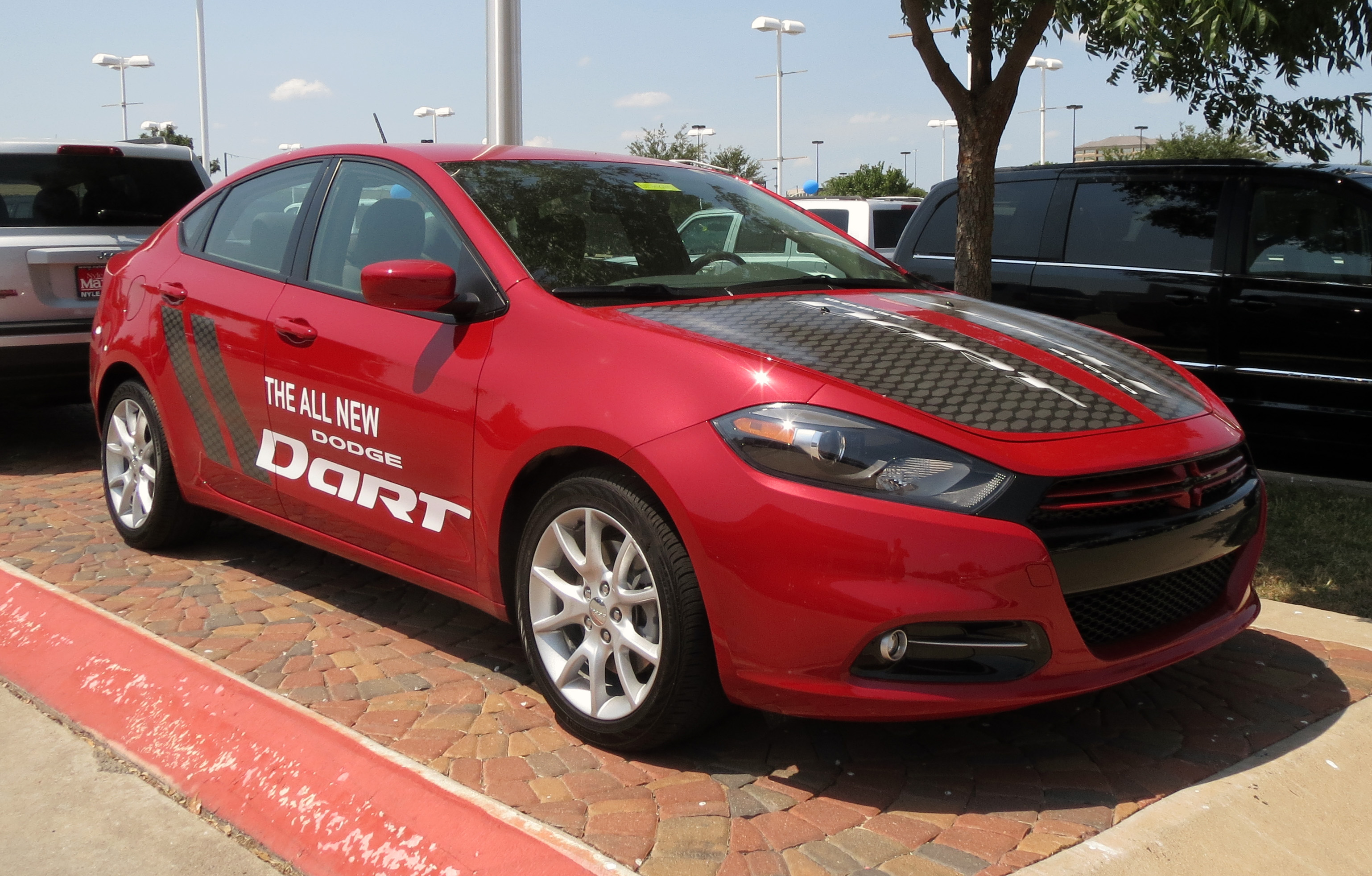
La Dodge Dart (2012) est construite sur la plate-forme Fiat CUSW

Acronyme de Compact US Wide, où US sert à identifier le développement et l'homologation aux crash tests pour le marché nord-américain et wide détermine l'augmentation des dimensions par rapport à l'original ("large" en anglais), la variante CUSW s'est rendue nécessaire pour adapter la plate-forme "Compact" aux exigences du marché américain et plus généralement "hors Europe" où les berlines à deux volumes avec hayon sont quasiment inconnues au profit des berlines traditionnelles avec coffre, comme justement les Dodge Dart et Fiat Viaggio. La plate-forme dont l'empattement a été porté à 2,7 mètres, est directement dérivé de la version "Compact de base" de la Giulietta,. La plate-forme CUSW permet de disposer de la traction avant ou intégrale.
Voitures qui utilisent cette plate-forme :
- Dodge Dart (2012)
- Fiat Viaggio (2012)
- Fiat Ottimo (2013)
- Chrysler 200 (2014)

#### CUSW SUV

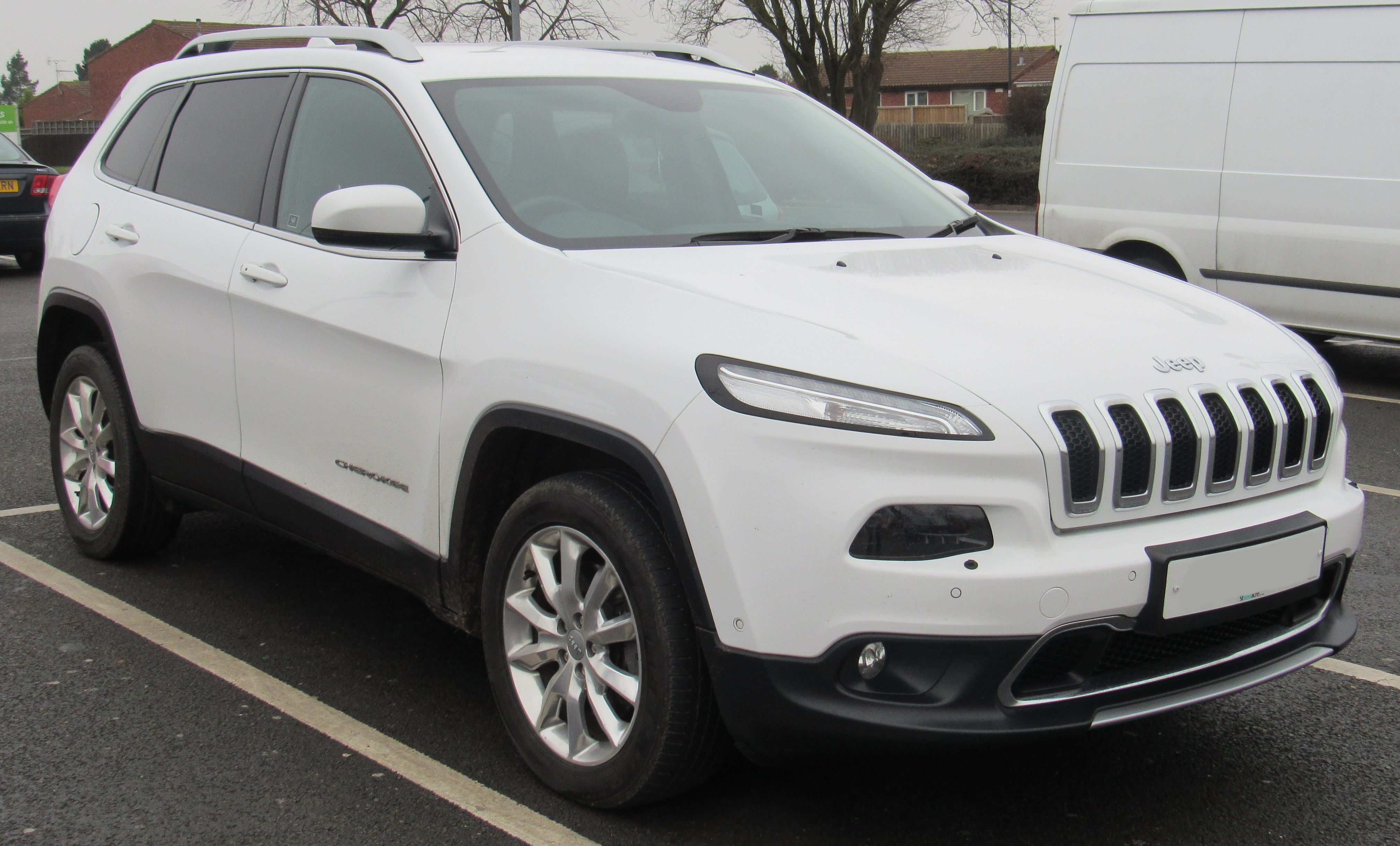
Le Jeep Cherokee KL (2013) utilise la plate-forme Fiat CUSW SUV

La plate-forme CUSW-SUV destinée principalement aux nouveaux modèles des marques Jeep et Alfa Romeo, a été présentée officiellement en 2013. Fiat publie effectivement les premières informations sur cette variante lors du lancement de la nouvelle Jeep Cherokee "KL". Cette plate-forme est destinée aux véhicules tout-terrain de dimensions compactes et les SUV. Pour aboutir à cette variante, les ingénieurs de Fiat ont dû retravailler la CUSW de base pour permettre d'y loger des moteurs de grosses dimensions comme des V6 et des boîtes de vitesses automatiques à 9 rapports, la traction intégrale et rehausser le plancher. Le Cherokee KL dispose d'une base élargie par rapport aux voitures Giulietta et Dart avec une longueur hors tout comprise entre les deux.
Véhicules qui utilisent cette plate-forme :
- Jeep Cherokee KL (2013)

### Autres variantes abandonnées
Vu ses excellentes caractéristiques, la plate-forme "Compact" aurait dû bénéficier d'un autre développement pour recevoir des carrosseries de berlines de tailles supérieures à caractère sportif et donner naissance à un nouveau projet qui devait devenir la plate-forme Premium Alfa Romeo. Ce projet a été abandonné au profit d'une adaptation de la CUSW pour créer la seconde génération de la Chrysler 200. Cette évolution importante de la plate-forme CUSW devait servir à la remplaçante de la Dodge Avenger qui a été abandonné et pour l'Alfa Romeo Giulia (2015) qui, elle, a bénéficié d'une toute nouvelle plate-forme conçue spécialement pour la future gamme Alfa Romeo, la plate-forme Giorgio, plate-forme modulaire complètement différente, conçue pour des propulsions et intégrales et développée en liaison avec les ingénieurs de Maserati à Modène, autre marque du groupe Fiat.